# Albert Vass
Albert Vass (n. 24 septembrie 1896, Aiud, Austro-Ungaria – d. 13 august 1969, Aiud, România) a fost un pictor din Transilvania, membru al Școlii de pictură de la Baia Mare, ca elev al lui János Thorma.